# Lundulla
Lundulla is een geslacht van hooiwagens uit de familie Podoctidae.
De wetenschappelijke naam Lundulla is voor het eerst geldig gepubliceerd door Roewer in 1927. 

## Soorten
Lundulla is monotypisch en omvat slechts de volgende soort:
- Lundulla bifurcata